# Pleurothallis erosa
Pleurothallis erosa är en orkidéart som beskrevs av Ignatz Urban. Pleurothallis erosa ingår i släktet Pleurothallis och familjen orkidéer. Inga underarter finns listade i Catalogue of Life.